# فولکلور (آلبوم تیلور سوئیفت)
فولکلور (انگلیسی: Folklore) هشتمین آلبوم استودیویی خواننده-ترانه‌سرای آمریکایی تیلور سوئیفت است. این اثر یک آلبوم سورپرایز بود که در ۲۴ ژوئیهٔ ۲۰۲۰ از طریق ریپابلیک رکوردز منتشر شد. سوئیفت هنگام همه‌گیری کووید-۱۹ در طول قرنطینهٔ فولکلور را از روی تخیلش به‌عنوان «مجموعه‌ای از ترانه‌ها و داستان‌هایی که مانند جریان سیال ذهن جاری شدند» پروراند و به شکل مجزا با تهیه‌کنندگان آرون دسنر و جک آنتونوف همکاری کرد.
با فاصله‌گرفتن از سبک آپ‌بیت پاپ آثار پیشین سوئیفت، فولکلور شامل بالادهای صافی است که از روی سازهای نئوکلاسیک اجرا می‌شود و سبک‌های ایندی فولک، آلترناتیو راک و الکتروآکوستیک را تجربه می‌کند. این آلبوم برخلاف لحن خودزندگی‌نامه‌ای آثار پیشین سوئیفت، در اشعار خود از طریق نوعی از شخصیت‌ها، روایت‌های ساختگی و آرک داستانی بر روی موضوعات فرار از واقعیات، همدلی، رمانتیسم، نوستالژی و سودازدگی تمرکز دارد. عنوان آلبوم از تمایل خواننده به موسیقی برای داشتن میراثی ماندگار شبیه به ترانه‌های فولک الهام گرفته شده است و تصاویر هنری و زیبایی‌شناسی آن طنین‌انداز سبک کاتج‌کور است.
فولکلورپس از انتشار رکورد بزرگ‌ترین روز افتتاحیهٔ یک آلبوم از هنرمند زن در اسپاتیفای را شکست و نامش در رکوردهای جهانی گینس ثبت شد. سه قطعه از این آلبوم یعنی «ژاکت کش‌باف پشمی»، «شماره یک» و تبعید در میان جایگاه ده‌تای پرفروش جدول رسمی هشت کشور قرار گرفتند. «ژاکت کش‌باف پشمی» که به‌عنوان تک‌آهنگ آغازین آلبوم منتشر شد، به ششمین ترانه شمارهٔ یک سوئیفت در بیلبورد هات ۱۰۰ ایالات متحده بدل شد. فولکلور هفتمین آلبوم شمارهٔ یک متوالی سوئیفت در بیلبورد ۲۰۰ ایالات متحده بود و در آن‌جا هفت هفتهٔ را در جایگاه نخست جدول گذراند و به پرفروش‌ترین آلبوم ۲۰۲۰ بدل شد. این آلبوم در کشورهای دیگر از جمله استرالیا، کانادا، ایرلند، نیوزلند و پادشاهی متحده در صدر جدول قرار گرفت.
فولکلور از سوی منتقدان به‌دلیل تمرکز بر وزن احساسی، غزل‌سرایی شاعرانه و پویایی آرام مورد تحسین همگانی قرار گرفت. منتقدان به ماهیت درون‌نگری به‌موقع آلبوم برای همه‌گیری یاد کردند و آوای آن را ابداعی جسورانه در هنر سوئیفت تلقی کردند. این آلبوم در بسیاری از فهرست‌های پایان سال از بهترین آلبوم‌های سال ۲۰۲۰ قرار گرفت و اغلب از آن به‌عنوان اثری ناب از خانه‌نشینی یاد شد. این آلبوم در شصت و سومین مراسم جایزه گرمی جایزهٔ آلبوم سال را کسب کرد و سوئیفت به نخستین هنرمند زن در تاریخ بدل شد که سه بار این جایزهٔ را از آن خود می‌کند؛ پس از بی‌باک (۲۰۰۸) و ۱۹۸۹ (۲۰۱۴). سوئیفت این آلبوم را در مستند کنسرتی فولکلور: جلسه‌های استودیوی لانگ پاند مطرح کرد و ترانه‌هایش را نیز اجرا کرد. این مستند در ۲۵ نوامبر ۲۰۲۰ به نمایش درآمد و در پی آن، دو هفته بعد آلبوم خواهر فولکور به‌نام اورمور را منتشر کرد. در نخستین سال‌گرد آلبوم، نسخهٔ نمایشی از قطعهٔ «دریاچه‌ها» که در نسخهٔ لوکس آلبوم قرار داشت، منتشر شد.

## پیش‌زمینه و انتشار
فولکلور در طول دنیاگیری کروناویروس نوشته و ضبط شده است. به گفته سوئیفت او در این آلبوم همه هوس‌ها، رؤیاها، ترس‌ها و تفکراتش را ریخته است و با برخی از «قهرمانان موسیقی‌دان» کار کرده است. آرون دسنر، گیتاریست باند ایندی راک د نشنال در اواخر آوریل با سوئیفت همکاری کرد تا برخی آهنگ‌ها را از راه دور با هم بنویسند. دسنر طی چند ماه در یازده مورد از شانزده ترانه آلبوم با سوئیفت کار کرد، در حالی که سوئیفت پنج ترانه باقی مانده را با جک آنتونوف، ویلیام بوری و بن ایور نوشت. دسنر اظهار داشت که «او فکر کرد که مدت زمان زیادی طول خواهد کشید تا ایده‌های آهنگ به وجود بیایند» و «هیچ انتظاری در حد آنچه که از راه دور می‌توانستیم انجام دهیم» نداشت، اما با کمال تعجب از آن شگفت زده شد «چند ساعت بعد از به اشتراک گذاشتن موسیقی، تلفن من با یادداشت صوتی از تیلور از یک آهنگ کاملاً نوشته شده روشن شد—حرکت و تلاش ما هرگز متوقف نشد.» دسنر افزود خودش و سوئیفت «روزانه به مدت سه یا چهار ماه با تماس و پیامک در تماس بودند». در مورد موسیقی او اظهار نظر کرد، «یک انسانیت قابل لمس و گرما و احساسات خام در این آهنگ‌ها وجود دارد که امیدوارم به اندازه من دوست داشته باشید و راحت باشید.»
این آلبوم پس از هفتمین آلبوم استودیویی سوئیفت، عاشق (۲۰۱۹) یازده ماه بعد منتشر شد. فولکلور یک انتشار غافل‌گیر کننده بود و نیمه شب شب ۲۴ ژوئیه ۲۰۲۰ ساعاتی قبل از انتشار توسط سوئیفت در حساب‌های رسانه‌های اجتماعی خود اعلام شد. این پروژه در اسرار کامل به صورت خصوصی ایجاد شده است؛ به گفته ریپابلیک رکوردز، ناشر آثار سوئیفت: فقط چند ساعت قبل از انشار این آلبوم به ما اطلاع داده شد. فولکلور در همهٔ پلتفرم‌های دانلود دیجیتال منتشر شد: هشت سی‌دی نسخه محدود لوکس و وینیل‌های موجود فقط در هفته اول منتشر شدند و همهٔ نسخه‌ها آثار هنری و عکس‌های مختلف جلد را نشان می‌دهد.
در طول شمارش معکوس برتر برای انشار «ژاکت کش‌باف پشمی» در یوتیوب، سوئیفت فاش کرد که اشعار این آلبوم حاوی بسیاری از امضاهای تخم‌مرغ عید پاک (رسانه) است: «یک کاری که من عمداً در این آلبوم انجام دادم این بود که تخم مرغ‌های عید پاک در اشعار، بیش از ویدئوها قرار داده شده است، من قوس‌های شخصیتی و مضامین تکراری ایجاد کردم که نقشه می‌کنند که کسی می‌خواند چه کسی است… برای مثال، مجموعه‌ای از سه آهنگ وجود دارد که من از آنها به عنوان مثلث عشق نوجوان یاد می‌کنم. این سه نشانه یک مثلث عاشقانه را از منظر هر سه نفر در زمانهای مختلف زندگی خود کشف می‌کند». او به این آلبوم اشاره کرد «عریض و پر از فرار است. غمگین، زیبا و حزن‌انگیز است. مانند یک آلبوم عکس پر از تصاویر و تمام داستانهای پشت آن تصورات»

## عملکرد تجاری

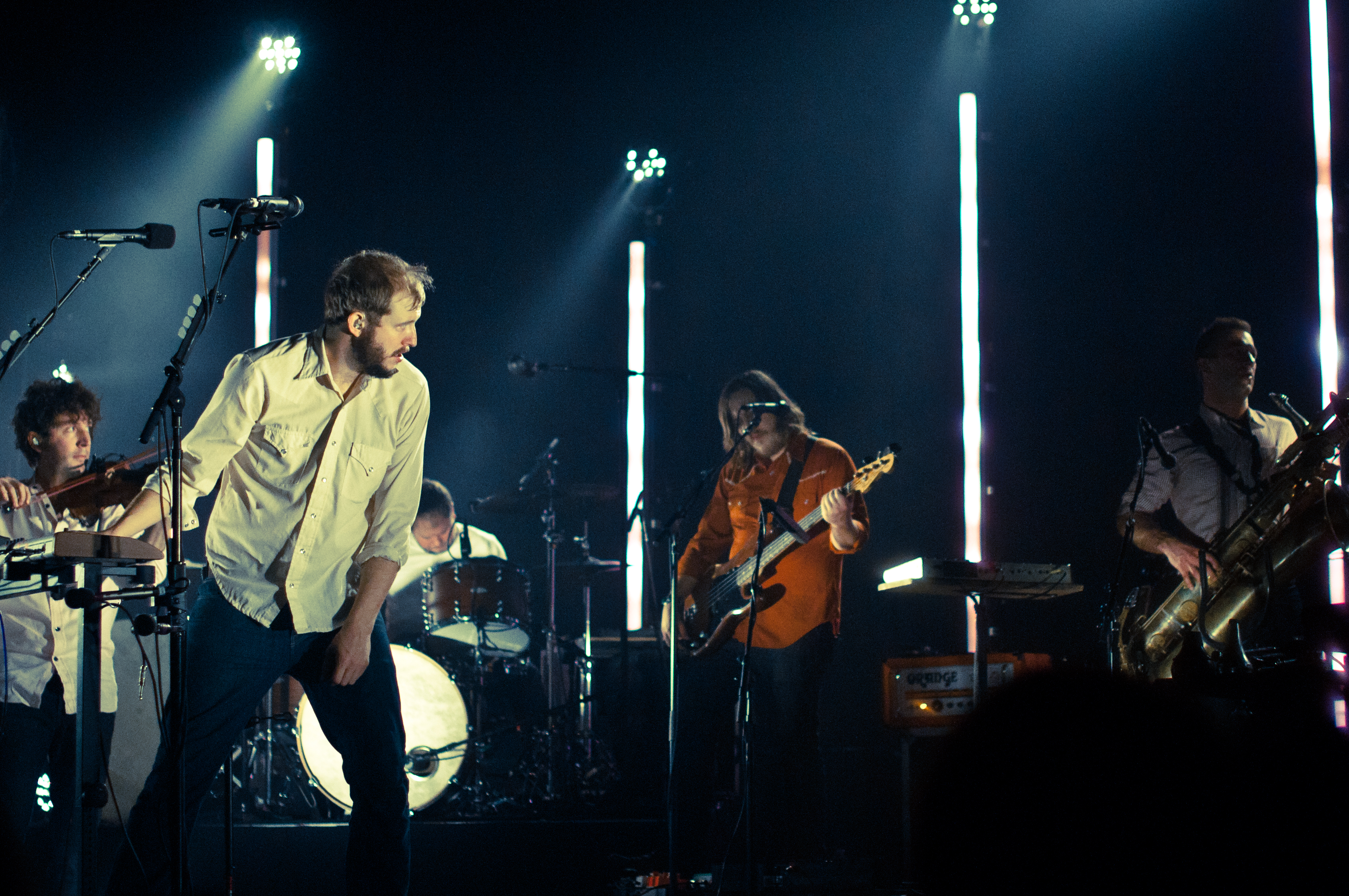
بون ایور در استکهلم

فولکلور چندین رکورد در سرویس‌های رسانه جاری شکست. آلبوم با کسب بیش از ۸۰٫۶ میلیون پخش در اولین روز انتشار در اسپاتیفای، توانست رکورد بیشترین پخش روز افتتاحیه آلبوم هنرمند زن که در دست آلبوم ممنون، بعدی از آریانا گرانده بود را در این پلت‌فرم بشکند و از آلبوم افسانه‌ها هرگز نمی‌میرند از جویس ورلد برای بیشترین پخش آغازین روز اسپاتیفای در سال ۲۰۲۰ پیشی گرفت. در جدول اسپاتیفای ایالات متحده، شانزده ترانه فولکلور، شانزده رتبه برتر را به خود اختصاص داد. «شماره ۱» با ۴٫۱۷۵ میلیون پخش، رکورد جدید برای بزرگ‌ترین ترانه توسط یک هنرمند زن در آمریکا را در تاریخ این پلت‌فرم ثبت کرد. این آلبوم در سه روز اول انتشار خود به تنهایی بیش از ۵۰۰۰۰۰ واحد معادل آلبوم بیش از ۴۰۰۰۰۰ واحد خالص به فروش رساند و به اولین آلبوم پس از آلبوم عاشق از سویفت تبدیل شد که حداقل ۵۰۰۰۰۰ واحد را در یک هفته به فروش برساند. فولکلور در شماره یک در بیلبورد ۲۰۰ با ۸۴۶٬۰۰۰ واحد معادل آلبوم، که شامل ۶۱۵٬۰۰۰ فروش خالص و ۲۸۹٫۸۵ میلیون در جریان تقاضا بود، آغاز شد، بزرگ‌ترین آمار فروش هفتگی و پخش جریانی سال ۲۰۲۰ و بزرگ‌ترین از زمان عاشق از سویفت. فروش خالص هفته اول فولکلور به تنهایی کافی بود تا این سال به آلبوم پرفروش سال تبدیل شود. با مجموع هفت ورودی بیلبورد ۲۰۰ شماره یک، سوئیفت برای سومین آلبوم شماره یک با جنت جکسون برابر شد و اولین هنرمند زن شد که هفت آلبوم در اولین شماره قرار گرفتند.

## فهرست ترانه
اعتبارات از پیچفورک مدیا اقتباس شده.
| فهرست ترانه‌های فولکلور | فهرست ترانه‌های فولکلور       | فهرست ترانه‌های فولکلور         | فهرست ترانه‌های فولکلور | فهرست ترانه‌های فولکلور |
| شماره                  | نام                          | نویسنده(ها)                    | تهیه‌کننده(ها)          | مدت                    |
| ---------------------- | ---------------------------- | ------------------------------ | ---------------------- | ---------------------- |
| ۱.                     | «شماره یک»                   | تیلور سوئیفت آرون دسنر         | دسنر                   | ۳:۳۰                   |
| ۲.                     | «ژاکت کش‌باف پشمی»            | سوئیفت دسنر                    | دسنر                   | ۳:۵۹                   |
| ۳.                     | « آخرین سلسله بزرگ آمریکایی» | سوئیفت دسنر                    | دسنر                   | ۳:۵۱                   |
| ۴.                     | «تبعید» (با همراهی بون ایور) | سوئیفت ویلیام بوری جاستین ورنن | دسنر                   | ۴:۴۵                   |
| ۵.                     | «کمانه‌های اشکی من»           | سوئیفت                         | جک آنتونوف سوئیفت      | ۴:۱۵                   |
| ۶.                     | «توپ آیینه ای»               | سوئیفت آنتونوف                 | آنتونوف سوئیفت         | ۳:۲۹                   |
| ۷.                     | «هفت»                        | سوئیفت دسنر                    | دسنر                   | ۳:۲۸                   |
| ۸.                     | «آگست»                       | سوئیفت آنتونوف                 | آنتونوف سوئیفت         | ۴:۲۱                   |
| ۹.                     | «این منم در تلاش»            | سوئیفت آنتونوف                 | آنتونوف سوئیفت         | ۳:۱۵                   |
| ۱۰.                    | «روابط نامشروع»              | سوئیفت آنتونوف                 | آنتونوف سوئیفت         | ۳:۱۰                   |
| ۱۱.                    | «تار نامرئی»                 | سوئیفت دسنر                    | دسنر                   | ۴:۱۲                   |
| ۱۲.                    | «زن دیوانه»                  | سوئیفت دسنر                    | دسنر                   | ۳:۵۷                   |
| ۱۳.                    | «حماسه»                      | سوئیفت دسنر                    | دسنر                   | ۴:۴۹                   |
| ۱۴.                    | «بتی»                        | سوئیفت بوری                    | دسنر آنتونوف سوئیفت    | ۴:۵۴                   |
| ۱۵.                    | «صلح»                        | سوئیفت دسنر                    | دسنر                   | ۳:۵۴                   |
| ۱۶.                    | «فریب»                       | سوئیفت دسنر                    | دسنر                   | ۳:۴۰                   |
| مجموع مدت:             | مجموع مدت:                   | مجموع مدت:                     | مجموع مدت:             | ۶۳:۲۹                  |

| ترانه جایزه نسخه فیزیکی | ترانه جایزه نسخه فیزیکی | ترانه جایزه نسخه فیزیکی |
| شماره                   | نام                     | مدت                     |
| ----------------------- | ----------------------- | ----------------------- |
| ۱۷.                     | «دریاچه‌ها»              | ۳:۳۲                    |

### یادداشت
- همهٔ عنوان ترانه در زبان انگلیسی با حروف کوچک نوشته شده است.

## جایزه‌ها و نامزدی‌ها
فولکلور و قطعه‌های آن در شصت و سومین مراسم جایزه گرمی پنج نامزدی دریافت کردند؛ آلبوم برندهٔ آلبوم سال شد. این باعث شد سوئیفت نخستین زنی در تاریخ باشد که سه بار برنده جایزه برتر این مراسم شود و در کل چهارمین هنرمند باشد. این آلبوم همچنین نامزد بهترین آلبوم آوازی پاپ بود؛ «ژاکت کش‌باف پشمی» نامزد دریافت جایزهٔ بهترین اجرای پاپ تک‌نفره و ترانهٔ سال بود. با پنج نامزدی در دسته‌بندی ترانه سال، سوئیفت به اولین هنرمند با بیشترین نامزدی در این دسته‌بندی جایزه گرمی تبدیل شد. «تبعید» نیز برای بهترین اجرای پاپ دونفره/گروهی نامزد دریافت جایزه بود.
در جوایز موسیقی آمریکا ۲۰۲۰، سوئیفت نامزد دریافت چهار جایزه شد: هنرمند سال، هنرمند زن برگزیده پاپ/راک، ویدیو سال برای «ژاکت کش‌باف پشمی» و آلبوم پاپ/راک برگزیده برای فولکلور. او سه جایزهٔ اول را پیروز شد، و با ۳۲ جایزه موسیقی آمریکا، رکورد خود به عنوان بیش‌ترین پیروز در تاریخ این مراسم را گسترش داد. همچنین این سومین سال متوالی بود که سوئیفت بهترین هنرمند سال در این مراسم شناخته شد و در مجموع ششمین جایزه او در این دسته‌بندی بود.
| سال  | مراسم                       | جایزه                                         | نتیجه    | منا.   |
| ---- | --------------------------- | --------------------------------------------- | -------- | ------ |
| ۲۰۲۰ | رکوردهای جهانی گینس         | بیشترین استریم آلبوم در یک روز اسپاتیفای (زن) | برنده    | [ ۲۶ ] |
| ۲۰۲۰ | جوایزه بریک‌تودو             | آلبوم سال                                     | نامزدشده | [ ۲۷ ] |
| ۲۰۲۰ | جوایز انتخاب مردمی ئی!      | آلبوم ۲۰۲۰                                    | نامزدشده | [ ۲۸ ] |
| ۲۰۲۰ | جوایز موسیقی آمریکا         | آلبوم پاپ/راک برگزیده                         | نامزدشده | [ ۲۳ ] |
| ۲۰۲۰ | جوایز موسیقی دانمارکی       | آلبوم جهانی سال                               | برنده    | [ ۲۹ ] |
| ۲۰۲۰ | جوایز اپل میوزیک            | ترانه‌نویس سال (فولکلور)                       | برنده    | [ ۳۰ ] |
| ۲۰۲۰ | جوایز موسیقی سالانه نیت‌ایزی | برترین آلبوم وسترن                            | برنده    | [ ۳۱ ] |
| ۲۰۲۰ | جوایز موسیقی سالانه نیت‌ایزی | برترین آلبوم موسیقی فولک                      | برنده    | [ ۳۱ ] |
| ۲۰۲۱ | جوایز گافا                  | آلبوم جهانی سال                               | نامزدشده | [ ۳۲ ] |
| ۲۰۲۱ | جوایز موسیقی گولد دربی      | آلبوم سال                                     | برنده    | [ ۳۳ ] |
| ۲۰۲۱ | جوایز گرمی                  | آلبوم سال                                     | برنده    | [ ۳۴ ] |
| ۲۰۲۱ | جوایز گرمی                  | بهترین آلبوم آواز پاپ                         | نامزدشده | [ ۳۴ ] |
| ۲۰۲۱ | جوایز دیسک طلایی ژاپن       | ۳ آلبوم برتر وسترن                            | برنده    | [ ۳۵ ] |
| ۲۰۲۱ | جوایز موسیقی بیلبورد        | برترین آلبوم بیلبورد ۲۰۰                      | نامزدشده | [ ۳۶ ] |
| ۲۰۲۱ | جوایز موسیقی آی‌هارت‌رادیو    | بهترین آلبوم پاپ                              | برنده    | [ ۳۷ ] |
| ۲۰۲۱ | جوایز جونو                  | آلبوم جهانی سال                               | نامزدشده | [ ۳۸ ] |

## میراث
انتشار فولکلور موجب علاقهٔ گسترده به اصطلاح «فولکلور» در اینترنت شد. در واکنش، انجمن فولکلور آمریکا وبگاهی تحت عنوان «فولکلور چیست؟» ایجاد کرد و در پویش آنلاینی به‌منظور آموزش مردم در مورد مطالعات فولکلور دخیل بود. فولکلوریست‌هایی برای تبلیغ این رشته تحصیلی به عموم مردم از طریق رسانه‌های اجتماعی به کار گرفته شدند. به‌محض انتشار فولکلور، ترافیک وبگاه متاکریتیک با حدود نیم میلیون بازدید به سرعت افزایش یافت. مارک دویل، پایه‌گذار این وبگاه، گفت: «هیچ چیز کاملاً شبیه تیلور سوئیفت نیست» و اینکه آلبوم‌هایش هر زمان که منتشر می‌شوند، باعث افزایش حجم ترافیک و مشارکت کاربران در این وبگاه می‌شود.
فولکلور از سوی مفسران پروژه‌ای در دوران قرنطینه در نظر گرفته شد و به‌عنوان کهن‌الگوی آلبوم دوران قرنطینه شهرت پیدا کرد. گاردین عقیده داشت که فولکلور وقفه‌ای موقت در اوضاعی آشفته بود. دیلی تلگراف آن را کامیابی نفیس و همدلانه در دوران قرنطینه نامید. ان‌ام‌ئی نوشت که فولکلور به‌عنوان نمونه بارز آلبوم قرنطینه که «همراهی عالی برای انزوای مرموز» سال ۲۰۲۰ بود به یاد خواهد ماند.

## جدول‌ها
| جدول (۲۰۲۰)                                    | بالاترین جایگاه |
| ---------------------------------------------- | --------------- |
| آلبوم‌های آرژانتینی (CAPIF)                     | ۱               |
| آلبوم‌های استرالیایی (ای‌آرآی‌ای)                 | 1               |
| آلبوم‌های اتریشی (آلبوم‌های او۳)                 | 2               |
| آلبوم‌های بلژیکی (اولتراتاپ فلاندرز)            | 1               |
| آلبوم‌های بلژیکی (اولتراتاپ والونیا)            | 3               |
| آلبوم‌های کانادایی (بیلبورد)                    | 1               |
| آلبوم‌های چک (سی‌ان‌اس آی‌اف‌پی‌آی)                  | 1               |
| آلبوم‌های دانمارکی (هیت‌لیستن)                   | 1               |
| آلبوم‌های هلندی (جدول‌های هلند)                  | 2               |
| آلبوم‌های استونیایی (Eesti Ekspress)            | ۱               |
| آلبوم‌های فنلاندی (جدول رسمی فنلاند)            | 1               |
| آلبوم‌های فرانسوی (اس‌ان‌ئی‌پی)                    | 12              |
| آلبوم‌های آلمانی (۱۰۰ آلبوم برتر رسمی)          | 5               |
| آلبوم‌های مجارستانی (ماهاز)                     | 7               |
| آلبوم‌های ایسلندی (Tónlist)                     | ۸               |
| آلبوم‌های ایرلندی (شرکت جدول‌های رسمی)           | 1               |
| آلبوم‌های ایتالیایی (فیمی)                      | 8               |
| آلبوم‌های داغ ژاپن (Billboard Japan)            | ۸               |
| آلبوم‌های ژاپنی (اوریکون)                       | 10              |
| آلبوم‌های لیتوانیایی (AGATA)                    | ۲               |
| آلبوم‌های نیوزیلندی (آرام‌ان‌زد)                  | 1               |
| آلبوم‌های نروژی (وی‌جی-لیستا)                    | 1               |
| آلبوم‌های لهستانی (زدپی‌ای‌وی)                    | 8               |
| آلبوم‌های پرتغالی (ای‌اف‌پی)                      | 2               |
| آلبوم‌های اسکاتلندی (شرکت جدول‌های رسمی)         | 2               |
| آلبوم‌های اسپانیایی (سازنده‌های موسیقی اسپانیا)  | ۲               |
| آلبوم‌های سوئدی (برترین‌های سوئد)                | 3               |
| آلبوم‌های سوئیسی (جدول موسیقی سوئیس)            | 1               |
| آلبوم‌های سوئیس (Romandie)                      | ۱               |
| آلبوم‌های بریتانیا (شرکت جدول‌های رسمی)          | 1               |
| بیلبورد ۲۰۰ ایالات متحده                       | 1               |
| آلبوم‌های آلترنیتیو برتر ایالات متحده (بیلبورد) | 1               |